# Праксидика
Праксидика (др.-греч. Πραξιδίκη «вершительница справедливости») — в древнегреческой мифологии эпитет Персефоны. Возможно, самостоятельное божество. Богиня возмездия. Менелай соорудил ей храм, вернувшись из-под Трои. Храм богинь Праксидик был в Галиарте. Праксидика изображалась в виде головы, и в жертву ей приносились головы.